# 1365 w polityce

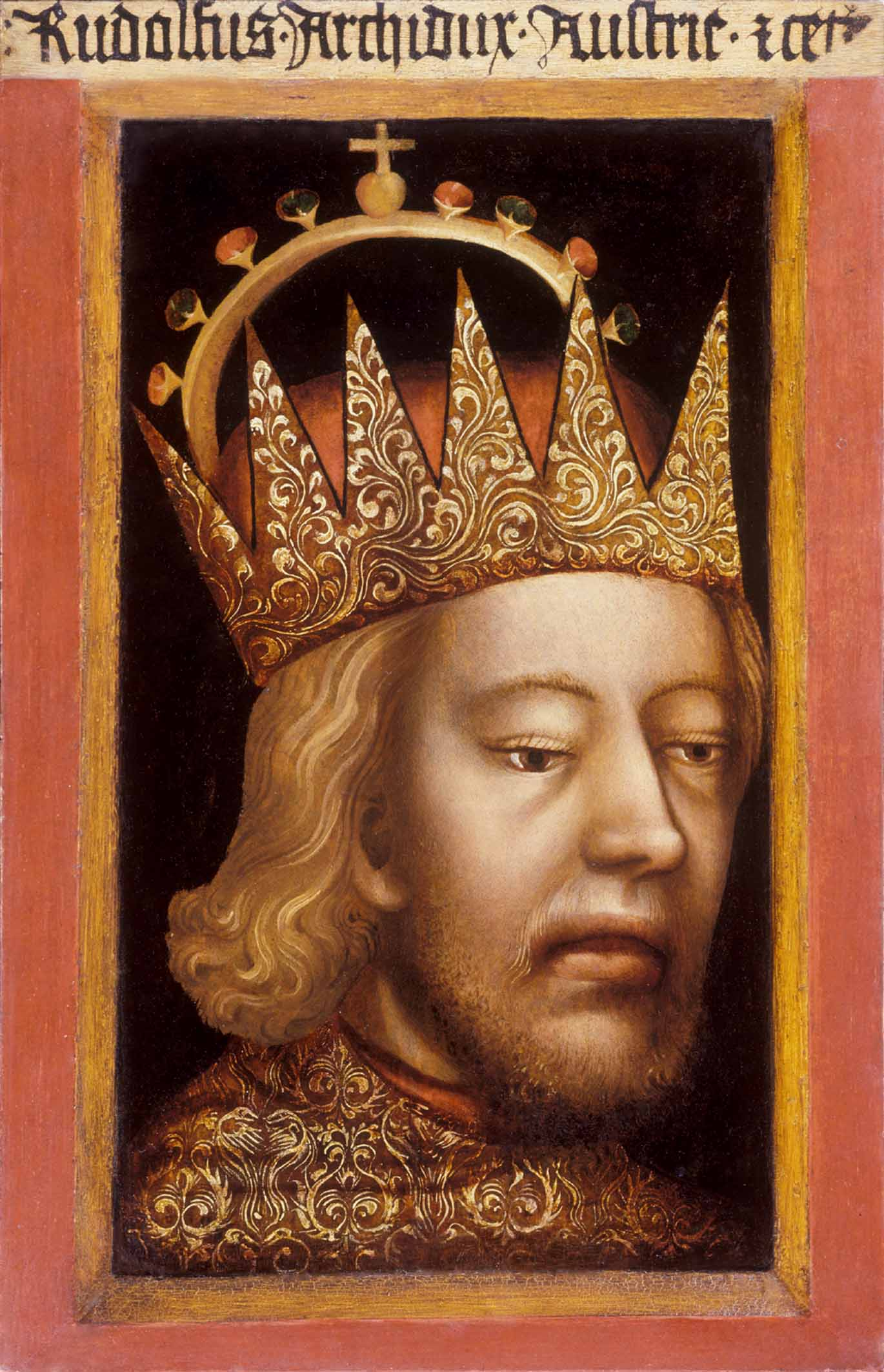
Rudolf IV Założyciel

Wydarzenia polityczne w 1365 roku.

## Wydarzenia
- Otto V Leniwy został elektorem brandenburskim[1].

## Urodzili się
- 5 kwietnia Wilhelm II Bawarski, książę Hainaut, Holandii i Zelandii[2].
- 15 października Thomas West, 1. baron West[3].

## Zmarli
- 27 lipca Rudolf IV Założyciel, książę Austrii[4].
- 22 sierpnia Barnim IV Dobry, książę wołogosko-rugijski[5].
- 8 grudnia Mikołaj II, książę opawski[6].
- Pierre II de Villiers, kanclerz Francji[7].
- Anna Sabaudzka, cesarzowa bizantyjska[8], żona Andronika III Paleologa[9]
- Ludwik VI Rzymianin, elektor Brandeburgii[10].